# Jean-Christophe Frisch
Pour les articles homonymes, voir Frisch.
Jean-Christophe Frisch est un flûtiste baroque (traverso) et chef d'orchestre français, fondateur et directeur musical de l'ensemble de musique baroque XVIII-21.

## Biographie
Fils du claveciniste Jacques Frisch, après des études de biologie, il est remarqué dès la fin de ses études musicales par des personnalités comme Pierre-Yves Artaud ou William Christie, et commence sa carrière avec Jean-Claude Malgoire. Au sein de La Grande Écurie et la Chambre du Roy, il participe à de nombreux concerts, disques, spectacles lyriques, tournées. Il développe parallèlement une activité de soliste et enregistre pour les labels Adda et Erato des CD consacrés à Gaspard Le Roux, Marin Marais et au jeune Mozart qui sont salués par la critique.
Il fait alors le choix de privilégier les projets personnels. Le succès de l'enregistrement de l'intégrale des sonates pour flûte de Vivaldi, le décide à créer XVIII-21 Musique des Lumières, l'ensemble avec lequel il pourra mettre en œuvre ses conceptions de la musique baroque. Depuis 2006, l'ensemble a pris le nom de XVIII-21, le baroque nomade.
Les premiers concerts de  XVIII-21 ont été remarqués pour leur originalité aux festivals d'Ambronay, La Chaise-Dieu, et la recréation à Dijon de la version de chambre des Indes galantes de Rameau a fait reconnaître Jean-Christophe Frisch dans le milieu professionnel et parmi ses pairs comme le représentant d'une nouvelle génération de spécialistes de la musique baroque.
Son objectif est de montrer par une interprétation surtout vivante et sincère, que les découvertes musicologiques les plus récentes, celles que les générations précédentes de spécialistes n'avaient pas intégrées, rendent cette musique encore plus proche de notre sensibilité du XXIe siècle. La pratique de l'improvisation, devenue habituelle pour les musiciens de  XVIII-21, est un exemple de l'évolution qu'il impose.
XVIII-21 est également connu comme un ensemble disponible pour les recherches musicologiques les plus délicates : le festival de Saint-Florent-le-Vieil l'a choisi pour retrouver et interpréter la musique jouée en Chine à l'époque des missions jésuites. Ce travail  a été couronné par des concerts à Pékin en 1997 et par la sortie de deux disques chez Astrée-Auvidis. Ces disques ont reçu de nombreuses distinctions de la critique musicale : « 10 » de Répertoire, « Choc » du Monde de la musique, « ffff » de Télérama, nomination aux Victoires de la musique.
Parmi les réalisations de XVIII-21, on a remarqué  la recréation de la version de chambre de Castor et Pollux de Rameau, produite en 1997 par l'ARCAL : 55 représentations  dans de nombreuses villes de France et en région parisienne ont permis de préparer l'enregistrement du disque également sorti chez Astrée-Auvidis. C'est aussi le début d'une longue collaboration avec la soprano Cyrille Gerstenhaber. Le spectacle a été repris en juin 2001 à la Fenice de Venise, à l'Opéra de Rome, au festival de Bologne.
Depuis, d'autres opéras ont été produits  : l'Imprésario des Canaries, opéra-bouffe de Domenico Scarlatti et Domenico Sarri a été créé en France pour le festival de Dijon en août 1999, Narciso de Domenico Scarlatti pour le festival de Besançon 2002.
Jean-Christophe Frisch se produit également en tournée sur d'autres continents. On l'a entendu ces dernières années en Indonésie, Israël, Bolivie-Brésil, Chine, Cambodge, Maroc, Norvège, Afghanistan, Syrie...
Depuis 1999, son ensemble XVIII-21 "Musique des Lumières" (devenu "le Baroque Nomade") est subventionné par le Ministère de la Culture (DRAC Ile de France).
En 2010, Jean-Christophe Frisch crée le Balkan Baroque Band, orchestre composé de musiciens des pays balkaniques (Croatie, Bulgarie, République tchèque, Grèce, Roumanie).
De 2014 à 2014 il est professeur associé à l'UFR de Musique et Musicologie de La Sorbonne, et y enseigne l'interprétation de la musique baroque.
L'ensemble Le Baroque Nomade cessé ses activités en 2023, et Jean-Christophe Frisch se consacre à la transmission à de jeunes artistes.

## Discographie
- Le Roux : Concerts à deux et basse continue, ensemble Variations (Adda/Accord 1990)
- Mozart : Six sonates pour clavecin, avec accompagnement (violon ou flûte) et violoncelle, opus 3, K 10 à K 15 - Olivier Baumont, Antoine Ladrette (Adda 1991)
- Vivaldi, Sonates pour flûte traversière, RV. 48–53 et RV. 58, (Musidisc, 1991)
- Rameau : Les Indes Galantes, version de chambre (2CD Euromuses/Media7, 1994)
- Rameau, Castor et Pollux, version de chambre (2CD Auvidis-Naïve, 1998)
- Pedrini, Concert baroque à la Cité interdite (Auvidis-Naïve Records 1996)
- Amiot, Messe des Jésuites de Pékin (Auvidis-Naïve 1998)
- Marcello, Psaumes de David (K. 617, 1999)
- Scarlatti, Pur nel sonno (même dans le sommeil), cantates (Astrée/Auvidis-Naïve, 1999)
- Negro spirituals au Brésil baroque (K. 617, 2000)
- Chine : Jésuites et courtisanes (Les délices de l'harmonie), ensembles XVIII-21 et Fleur de Prunus (Buda Musique, 1999)
- Couperin, Leçons de ténèbres (K. 617, 2001)
- Vêpres à la Vierge en Chine (K. 617, 2003)
- Pellegrino, voyage avec Pietro Della Valle (Arion, 2006)
- Codex Caioni, un jour de noces en Transylvanie (Arion, 2008)
- Daphné : sur les ailes du vent, baroque around the world (2CD Arion, 2010)
- Schubert Klezmer (Arion, 2012)
- Vivaldi, Le Quattro Stagioni, Balkan Baroque Band, Sharman Plesner violon solo (Arion 2013).